# Estrella Herbig Ae/Be

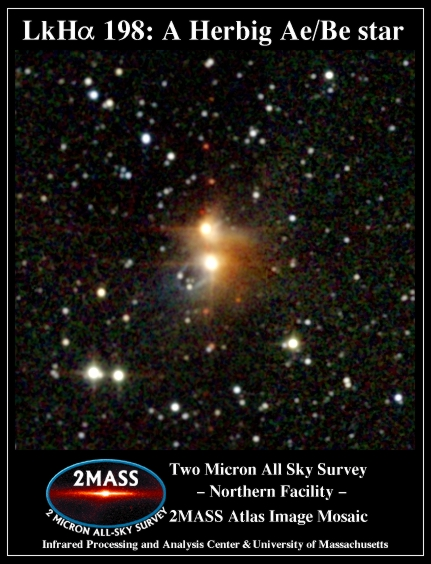
La regió fosca del catàleg LDN 1265 (vdB 1) en la regió de formació estel·lar de Cassiopea, il·luminada per les estrelles veïnes; s'hi troba V633 Cassiopeiae, una estrella Herbig Ae/Be. 2MASS

Una estrella Herbig Ae/Be és una estrella preseqüència principal, una estrella jove (<10 Milions d'anys) de tipus espectral A o B. Aquestes estrelles es troben immerses en embolcalls de gas i pols i poden estar envoltades per discs circumestel·lars. En el seu espectre s'observen línies d'emissió d'hidrogen i calci. Es tracta d'objectes amb masses de 2-8 vegades la massa del Sol, encara en l'estadi de formació estel·lar (contracció gravitatòria) i aproximant-se a la seqüència principal (no cremen hidrogen al seu nucli).

## Descripció
En el Diagrama de Hertzsprung-Russell aquestes estrelles es localitzen a la dreta de la seqüència principal. Prenen el seu nom de l'astrònom americà George Herbig, que les distingí per primera vegada d'altres estrelles el 1960.
Els criteris originals d'Herbig eren:
- Tipus espectral anterior a F0 (per excloure les estrelles T Tauri),
- línia d'emissió de Balmer en l'espectre estel·lar (per a ser semblant a les estrelles T Tauri),
- Situació al límit d'un núvol interestel·lar fosc (per a seleccionar estrelles veritablement joves prop dels seus llocs de naixement),
- Il·luminació per una nebulosa de reflexió brillant propera (per a garantir la connexió física amb la regió de formació estel·lar).

Actualment hi ha algunes estrelles Herbig Ae/Be aïllades (no connectades a núvols foscos o nebuloses). Per tant, el criteri més fiable actualment podria ser:
- Tipus espectral anterior a F0,
- línia d'emissió de Balmer en el seu espectre estel·lar,
- Excés de radiació Infraroja (en comparació a les estreles normals) a causa de la pols circumestel·lar (per a diferenciar-les de les estrelles Be clàssiques, que tenen un excés d'infraroig a causa de l'emissió lliure-lliure).[nota 1])

Algunes vegades les estrelles Herbig Ae/Be mostren variabilitats de brillantor significatives. Es pensa que es deuen a grups de (protoplanestes i planetesimals) en el seu disc circumestel·lar. En el seu estadi de menor lluentor la radiació de l'estrella es torna més blava i linealment polaritzada (quan el grup enfosqueix la llum directa de l'estrella, dispersada per l'increment relatiu de la llum del disc – seria el mateix efecte del color blau del nostre cel).
Estrelles anàlogues a Herbig Ae/Be en un rang de masses més petit (<2 masses solars) - són les estrelles de preseqüència principal tipus espectrals F, G, K, M, anomenades estrelles T Tauri. Estrelles més massives (>8 masses solars) la pre-seqüència principal no són observats, perquè evolucionen molt ràpidament: quan són visibles (dispersen el gas circumestel·lar que les envolta i el núvol de pols), L'hidrogen al centre ja es crema i són objectes de la seqüència principal.

## Planetes
Els planetes al voltant de les estrelles Herbig Ae/Be inclouen:
- HD 95086 b al voltant d'una Estrella de tipus A.
- HD 100546 b al voltant d'una estrella de tipus B

## Galeria

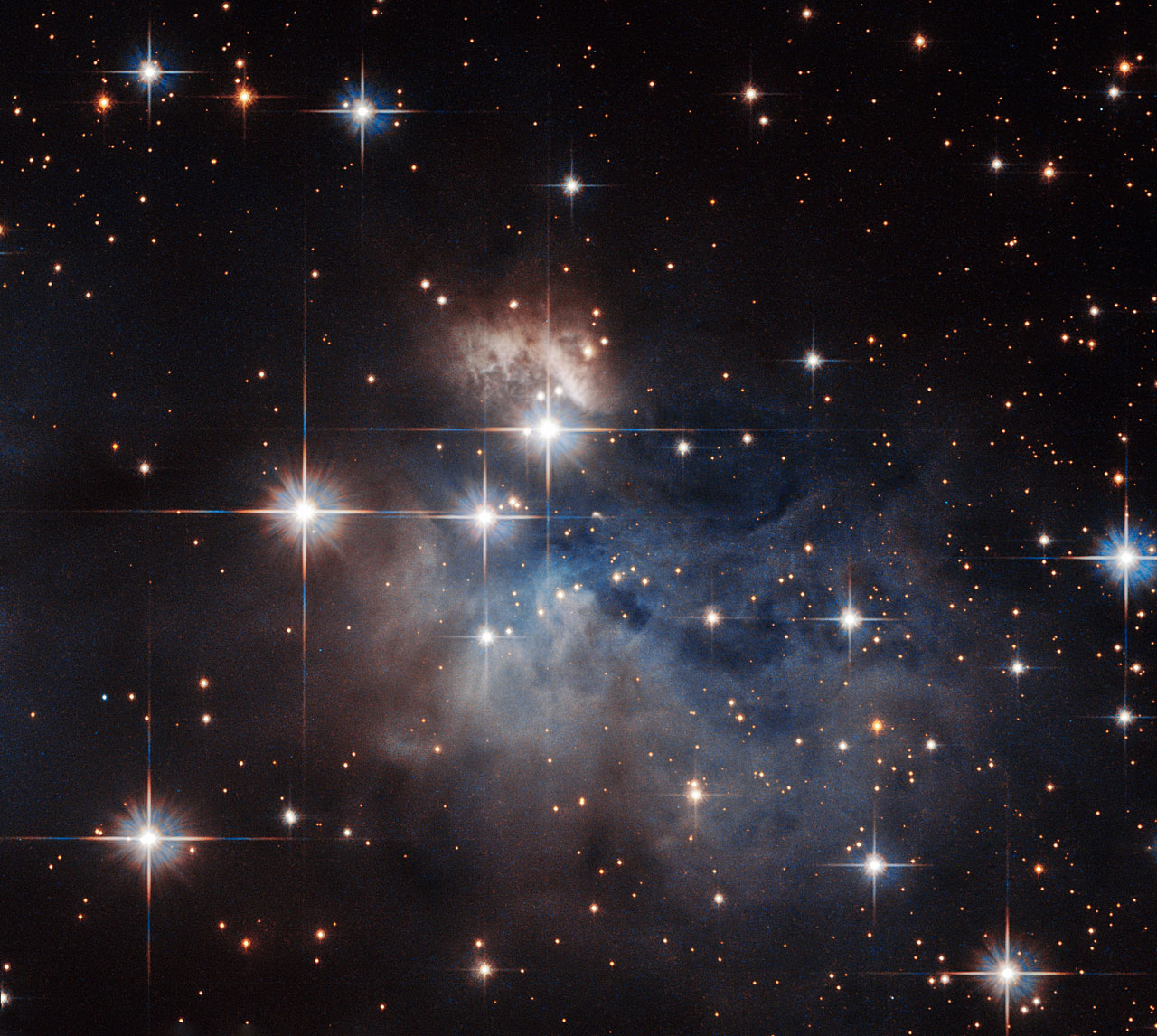
IRAS 12196-6300 es troba a poc menys de 2300 anys llum de la Terra.
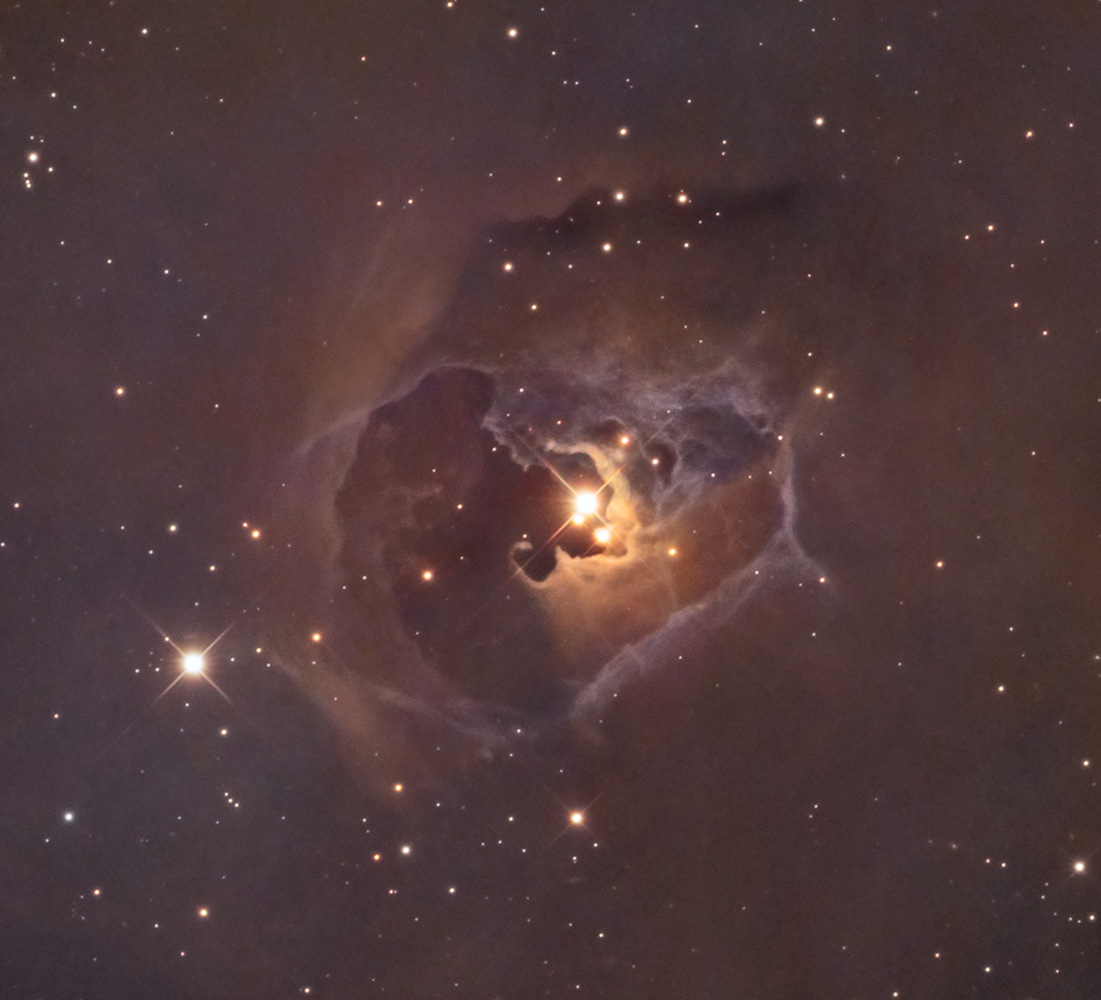
Estrella Herbig Ae/Be V1025 Tauri del Mount Lemmon SkyCenter